# Liste de jeux vidéo The Elder Scrolls
The Elder Scrolls est une série de jeux vidéo de rôle et d'action en monde ouvert, créés, développés et publiés par Bethesda Softworks. Les jeux Elder Scrolls prennent place dans le monde fictif de Nirn, sur le continent de Tamriel. Le premier jeu, The Elder Scrolls: Arena, sort en 1994. Les joueurs doivent jouer le rôle d'un gladiateur, mais le jeu s'est tourné durant le développement vers un jeu de rôle (RPG), commençant une tradition qui persiste tout au long de l'histoire de la série. The Elder Scrolls II: Daggerfall est publié en 1996, avec un monde d'une superficie égale à celle de la Grande-Bretagne selon les auteurs du jeu. The Elder Scrolls III: Morrowind, sorti en 2002, voit un retour à un gameplay expansif et non linéaire, ainsi qu'une évolution vers des paysages créés et détaillés de façon non procédurale, dans un monde plus petit que ceux des anciens titres. Mi 2005, le jeu s'est vendu a plus de quatre million d'exemplaires. Deux extensions ont vu le jour en 2002 et 2003 : Tribunal et Bloodmoon.
Le développement de The Elder Scrolls IV: Oblivion commence en 2002 et se concentre sur l'intelligence artificielle, améliorant les interactions dynamiques avec le monde. Sorti en 2006, le jeu a connu un succès commercial et des critiques élogieuses ; à ce jeu se sont ajoutées deux extensions, Knights of the Nine et Shivering Isles. The Elder Scrolls V: Skyrim qui suit en 2011 a lui aussi reçu des critiques positives. Le jeu n'est pas une suite directe d'Oblivion, mais se passe 200 ans plus tard, dans le pays de Bordeciel (Skyrim) en Tamriel. Trois extensions, Dawnguard, Dragonborn et Hearthfire, sont sorties. The Elder Scrolls Online, un MMORPG (massively multiplayer online role-playing game), jeu de rôle en ligne massivement multijoueurs), développé par ZeniMax Online Studios est annoncé le 3 mai 2012. Le jeu est le premier jeu en monde ouvert multijoueur de la franchise, et la plupart des continents de Tamriel peuvent être parcourus dans le jeu. The Elder Scrolls Online a été en développement pendant 5 ans avant sa sortie le 4 avril 2015.

## Jeux vidéo
|  | Une cellule vide indique que le titre n'a été publié sur aucune plate-forme par les fabricants spécifiés                     |
|  | Cellule avec console (s) de jeux indique que le titre a été publié sur la (les) plate-forme (s) par les fabricants spécifiés |

### Jeux principaux
| Titres                           | Versions | Plateformes               | Plateformes                 | Plateformes     |
| Titres                           | Versions | Microsoft                 | Sony                        | Autres          |
| -------------------------------- | --- | ------------------------- | --------------------------- | --------------- |
| The Elder Scrolls: Arena         | - Genre : Action-RPG - Éditeur : Bethesda Softworks - Date de sortie : 1994 | DOS                       |                             |                 |
| The Elder Scrolls II: Daggerfall | - Genre : Action-RPG - Éditeur : Bethesda Softworks - Date de sortie : 31 août 1996 | DOS                       |                             |                 |
| The Elder Scrolls III: Morrowind | - Genre : Action-RPG - Éditeurs : - Bethesda Softworks - Ubisoft (Europe) - Dates de sorties : - Windows : 2 mai 2002 - Xbox : 6 juin 2002 | Windows Xbox              |                             |                 |
| The Elder Scrolls IV: Oblivion   | - Genre : Action-RPG - Éditeurs : - 2K Games (Windows, Xbox 360) - Bethesda Softworks (PlayStation 3) - Vir2L Studios (Mobile) - Dates de sorties : - Mobile : 2 mai 2006 - PlayStation 3 : 20 mars 2007 - Windows : 20 mars 2006 - Xbox 360 : 20 mars 2006                                                     | Windows Xbox 360          | Playstation 3               | Mobile          |
| The Elder Scrolls V: Skyrim      | - Genre : Action-RPG - Éditeurs : Bethesda Softworks - Dates de sorties : - Windows : 11 novembre 2011 - Xbox 360 : 11 novembre 2011 - PlayStation 3 : 11 novembre 2011 - Playstation 4 : 26 octobre 2016 - Xbox One : 26 octobre 2016 - Nintendo Switch : 17 novembre 2017 - Playstation Vr : 17 novembre 2017 | Windows Xbox 360 Xbox One | Playstation 3 Playstation 4 | Nintendo Switch |

### Extensions et autres jeux
| Titres                                    | Versions | Plateformes      | Plateformes                 | Plateformes                 |
| Titres                                    | Versions | Microsoft        | Sony                        | Autres                      |
| ----------------------------------------- | --- | ---------------- | --------------------------- | --------------------------- |
| An Elder Scrolls Legend: Battlespire      | - Genre : Action-RPG - Éditeur : Bethesda Softworks - Date de sortie : 30 novembre 1997 | DOS              |                             |                             |
| The Elder Scrolls Adventures: Redguard    | - Genre : Action-RPG - Éditeur : Bethesda Softworks - Date de sortie : 31 octobre 1998 | DOS              |                             |                             |
| The Elder Scrolls III: Tribunal           | - Genre : Action-RPG - Éditeur : Bethesda Softworks - Date de sortie : 8 novembre 2002 | Windows Xbox     |                             |                             |
| The Elder Scrolls Travels: Stormhold      | - Genre : Action-RPG - Éditeur : Bethesda Softworks - Date de sortie : 1er août 2003 |                  |                             | Mobile                      |
| The Elder Scrolls III: Bloodmoon          | - Genre : Action-RPG - Éditeur : Bethesda Softworks - Date de sortie : 4 juin 2003 | Windows Xbox     |                             |                             |
| The Elder Scrolls Travels: Dawnstar       | - Genre : Action-RPG - Éditeur : Bethesda Softworks - Date de sortie : 2004 |                  |                             | Mobile                      |
| The Elder Scrolls Travels: Shadowkey      | - Genre : Action-RPG - Éditeurs : Vir2L Studios, TKO Software - Date de sortie : 11 novembre 2004 |                  |                             | Mobile                      |
| The Elder Scrolls IV: Knights of the Nine | - Genre : Action-RPG - Éditeurs : Bethesda Softworks, Ubisoft (Europe) - Date de sortie : 21 novembre 2006 | Windows Xbox 360 | Playstation 3               |                             |
| The Elder Scrolls IV: Shivering Isles     | - Genre : Action-RPG - Éditeurs : - Bethesda Softworks - 2K Games - Date de sortie : - Playstation 3 : 8 décembre 2007 - Windows : 26 mars 2007 - Xbox 360 (digital) : 26 mars 2007 - Xbox 360 (retail) : 16 octobre 2007 | Windows Xbox 360 | Playstation 3               |                             |
| The Elder Scrolls V: Dawnguard            | - Genre : Action-RPG - Éditeur : Bethesda Softworks - Date de sortie : - PlayStation 3 : 26 février 2013 - PlayStation 4: 21 novembre 2016 - Windows : 2 août 2012 - Xbox 360 : 26 juin 2012                              | Windows Xbox 360 | Playstation 3 Playstation 4 | Nintendo Switch             |
| The Elder Scrolls V: Hearthfire           | - Genre : Action-RPG - Éditeur : Bethesda Softworks - Date de sortie : - PlayStation 3 : 9 février 2013 - PlayStation 4 : 21 novembre 2016 - Windows : 5 octobre 2012 - Xbox 360 : 4 septembre 2012                       | Windows Xbox 360 | Playstation 3 Playstation 4 | Nintendo Switch             |
| The Elder Scrolls V: Dragonborn           | - Genre : Action-RPG - Éditeur : Bethesda Softworks - Dates de sortie : - PlayStation 3 : 12 février, 2013 - PlayStation 4 : 21 novembre 2016 - Windows : 5 février 2013 - Xbox 360 : 4 décembre 2012                     | Windows Xbox 360 | Playstation 3 Playstation 4 | Nintendo Switch             |
| The Elder Scrolls Online                  | - Genre : Action-RPG - Éditeur : Bethesda Softworks - Dates de sortie : - Windows, OS X : 4 avril 2014 - PlayStation 4, Xbox One : 9 juin 2015                                                                            | Windows Xbox One | Playstation 4               | Mac OS                      |
| The Elder Scrolls: Legend                 | - Genre : Jeu de Carte - Editeur : Bethesda Softworks - Date de sortie : - Windows : 9 Mars 2017 - MacOS : 31 Mars 2017 - IOS, Android : 27 Juillet 2017                                                                  | Windows          |                             | MacOS IOS Android           |
| The Elder Scrolls: Blades                 | - Genre : Action-RPG - Editeur : Bethesda Softworks - Date de sortie - IOS, Android : 28 Mars 2019 - Nintendo Switch : 15 Mai 2020                                                                                        |                  |                             | IOS Android Nintendo Switch |